# Баликші
Баликші́ (каз. Балықшы) — село у складі Курмангазинського району Атирауської області Казахстану. Входить до складу Коптогайського сільського округу.
До 2007 року село називалось Рембаза.
Населення — 363 особи (2021; 450 у 2009, 522 у 1999, 196 у 1989).